# Supercoupe d'Italie de football 2009
Navigation
Supercoupe d'Italie 2008 Supercoupe d'Italie 2010
La Supercoupe d'Italie 2009 (italien : Supercoppa italiana 2009) est la vingt-deuxième édition de la Supercoupe d'Italie, épreuve qui oppose le champion d'Italie au vainqueur de la Coupe d'Italie. Disputée le 8 août 2009 au stade national de Pékin devant 68 961 spectateurs, la rencontre est remportée par la Lazio de Rome sur le score de 2-1 aux dépens de l'Inter de Milan.

## Feuille de match
| 8 août 2009 | Inter de Milan | 1-2   | Lazio de Rome              | Stade national, Pékin                            |                                                  |
|             | Eto'o 78e      | (0-0) | 63e Matuzalém · 66e Rocchi | Spectateurs : 68 961 Arbitrage : Emidio Morganti | Spectateurs : 68 961 Arbitrage : Emidio Morganti |

| Inter de Milan | Lazio |

| Gardien de but | 12 | Júlio César        |     |     |
| D              | 13 | Maicon             | 91e |     |
| D              | 6  | Lúcio              |     |     |
| D              | 26 | Cristian Chivu     | 91e |     |
| D              | 4  | Javier Zanetti     |     |     |
| M              | 19 | Esteban Cambiasso  |     |     |
| M              | 11 | Sulley Muntari     | 29e | 85e |
| M              | 8  | Thiago Motta       |     | 70e |
| M              | 5  | Dejan Stanković    |     | 70e |
| A              | 9  | Samuel Eto'o       |     |     |
| A              | 22 | Diego Milito       |     |     |
| Remplaçants :  |    |                    |     |     |
| Gardien de but | 1  | Francesco Toldo    |     |     |
| D              | 2  | Iván Córdoba       |     |     |
| M              | 7  | Ricardo Quaresma   |     |     |
| M              | 14 | Patrick Vieira     |     | 70e |
| M              | 30 | Alessandro Mancini |     |     |
| A              | 18 | David Suazo        |     | 85e |
| A              | 45 | Mario Balotelli    |     | 70e |
| Entraîneur :   |    |                    |     |     |
| José Mourinho  |    |                    |     |     |

| Gardien de but    | 86 | Fernando Muslera        |     |     |
| D                 | 2  | Stephan Lichtsteiner    |     |     |
| D                 | 87 | Modibo Diakité          |     |     |
| D                 | 13 | Sebastiano Siviglia     |     |     |
| D                 | 11 | Aleksandar Kolarov      |     |     |
| M                 | 32 | Cristian Brocchi        |     |     |
| M                 | 33 | Roberto Baronio         |     | 53e |
| M                 | 5  | Stefano Mauri           |     | 80e |
| M                 | 8  | Matuzalém               | 30e |     |
| A                 | 10 | Mauro Zárate            |     |     |
| A                 | 9  | Tommaso Rocchi          |     | 72e |
| Remplaçants :     |    |                         |     |     |
| Gardien de but    | 1  | Albano Bizzarri         |     |     |
| D                 | 25 | Emílson Sánchez Cribari |     | 80e |
| D                 | 26 | Ştefan Radu             |     |     |
| M                 | 6  | Ousmane Dabo            |     | 53e |
| M                 | 7  | Eliseu                  |     |     |
| M                 | 17 | Pasquale Foggia         |     |     |
| A                 | 74 | Julio Ricardo Cruz      |     | 72e |
| Entraîneur :      |    |                         |     |     |
| Davide Ballardini |    |                         |     |     |